# Kallitambinia australis
Kallitambinia australis är en insektsart som beskrevs av Frederick Arthur Godfrey Muir 1931. Kallitambinia australis ingår i släktet Kallitambinia och familjen Tropiduchidae. Inga underarter finns listade i Catalogue of Life.